# Venezuela az 1998. évi téli olimpiai játékokon
Venezuela a japán Naganóban megrendezett 1998. évi téli olimpiai játékok egyik részt vevő nemzete volt. Az országot az olimpián 1 sportágban 1 sportoló képviselte, aki érmet nem szerzett. Venezuela először vett részt a téli olimpiai játékokon.

## Szánkó
| Versenyző          | Versenyszám | 1. futam | 1. futam | 2. futam | 2. futam | 3. futam | 3. futam | 4. futam | 4. futam | Összesítés | Összesítés |
| Versenyző          | Versenyszám | Idő      | Hely.    | Idő      | Hely.    | Idő      | Hely.    | Idő      | Hely.    | Idő        | Helyezés   |
| ------------------ | ----------- | -------- | -------- | -------- | -------- | -------- | -------- | -------- | -------- | ---------- | ---------- |
| Iginia Boccalandro | Női egyes   | 54,232   | 28.      | 53,962   | 28.      | 54,133   | 28.      | 56,990   | 29.      | 3:39,317   | 28.        |